# 유익 (후한)
유익(劉翼, 생몰년 미상)은 후한 장제의 6남이자 목황(穆皇)으로 추존된 유개의 아들이며 효목조황후(孝穆赵皇后) 소생이다. 본인은 아들 환제에 의해 숭황(崇皇)으로 추존되었다.

## 생애
120년, 등태후에 의해 입경(入京)한 후, 평원왕(平原王)에 봉해졌으며 후한 화제의 장남인 회왕(懷王) 유승(劉勝)의 제사를 지내게 하였다.
이듬해 태후가 승하하자 후한 안제의 유모 왕성(王聖)과 중상시 강경(江京)이 등즐(鄧騭) 형제와 유익을 모함하였고, 유익은 도향후(都鄕侯)로 강봉되어 하간(河間)으로 내려갔다.
130년, 유개(목황)가 후한 순제에게, 유익에게 현(縣)을 하사해주시길 바란다는 청을 올리자 순제가 승낙하였다. 유익은 언제 죽었는지 불명이지만 그의 아들인 유지(환제)가 뒤를 이었다.
146년, 후한 질제가 죽자 유익의 아들인 유지가 환제로 즉위하였고, 당시 태후였던 순열황후 양씨는 유익을 추존하여 시호를 효숭황(孝崇皇), 묘를 열묘(列廟), 능을 박릉(博陵)이라 하였다.

## 가족
- 고조부: 광무제
- 고조모: 광렬황후 음씨
- 증조부: 후한 명제
- 증조모: 가귀인(賈貴人)
- 조부: 후한 장제
- 조모: 신귀인(申貴人)
- 부황: 목황
- 모후: 효목황후 조씨
- 황후: 효숭황후 언명(匽明)
- 아들: 후한 환제